# 锈色花楸
锈色花楸（学名：Sorbus ferruginea）是蔷薇科花楸属的植物。分布在不丹、锡金以及中国大陆的云南等地，生长于海拔2,300米至2,500米的地区，一般生长在石山、山谷斜坡和丛林内，目前尚未由人工引种栽培。